# Kane Radford
Kane Rae Francis Radford (Rotorua, 2 de noviembre de 1990) es un deportista neozelandés que compitió en natación, en la modalidad de aguas abiertas. Ganó una medalla de bronce en el Campeonato Pan-Pacífico de Natación de 2014, en la prueba de 10 km.

## Palmarés internacional
| Campeonato Pan-Pacífico | Campeonato Pan-Pacífico | Campeonato Pan-Pacífico | Campeonato Pan-Pacífico |
| Año                     | Lugar                   | Medalla                 | Prueba                  |
| ----------------------- | ----------------------- | ----------------------- | ----------------------- |
| 2014                    | Gold Coast (Australia)  | Medalla de bronce       | 10 km                   |